# Diocèse de Bac Ninh

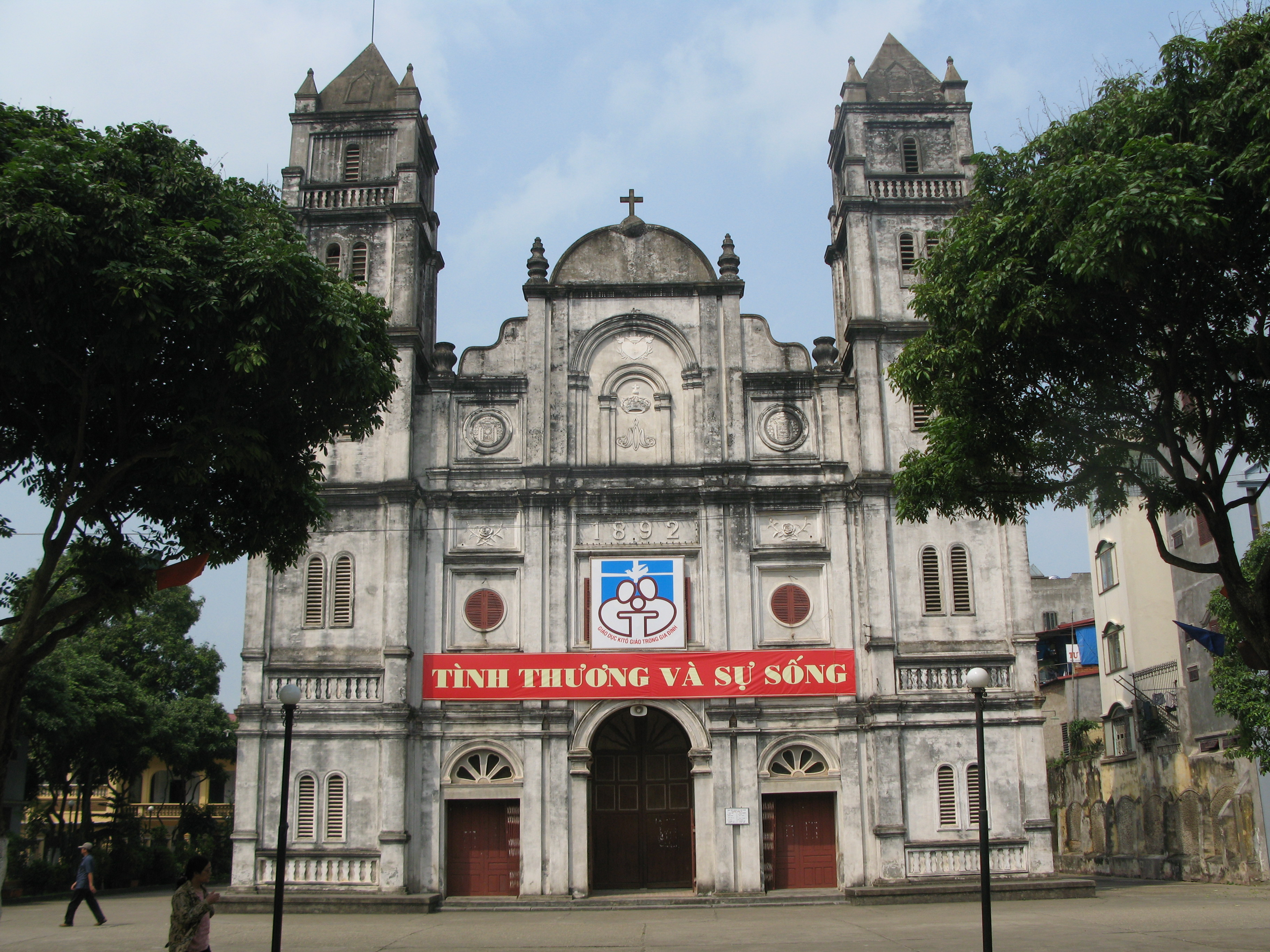
Cathédrale de Bac Ninh construite en 1892

Le diocèse de Bac Ninh (Dioecesis Bacninhensis) est un territoire ecclésial de l'Église catholique au Viêt Nam, suffragant de l'archidiocèse d'Hanoï. En 2006, le diocèse comprenait 131 815 baptisés sur 7 181 409 habitants. Le diocèse a son siège à la cathédrale de Marie-Reine-du-Rosaire à Bắc Ninh, construite en 1892. Son titulaire est actuellement Mgr Côme Hoàng Van Dat, S.J.

## Historique
Le vicariat apostolique  du Tonkin septentrional est érigé le 1er juin 1883, recevant son territoire du vicariat apostolique du Tonkin oriental (aujourd'hui diocèse d'Haïphong). Il est confié aux dominicains espagnols.
Le 31 décembre 1913, il cède une portion de son territoire à l'avantage de la préfecture apostolique de Lang Son et Cao Bang.
Le 3 novembre 1924, le vicariat apostolique du Tonkin septentrional devient vicariat apostolique de Bac Ninh et incorpore une portion de territoire du vicariat apostolique du Yunnan. Le vicariat est élevé au rang de diocèse le 24 novembre 1960, alors que la population est en proie depuis quinze ans à de grandes persécutions.

## Liste des ordinaires
- Maximino Velasco, O.P. † (7 février 1902 - 9 juillet 1925 décédé)
- Teodoro Gordaliza Sánchez, O.P. † (7 juillet 1916 - 14 octobre 1931 décédé)
- Eugenio Artaraz Emaldi, O.P. † (14 juin 1932 - 19 décembre 1947 décédé)
- Dominique Hoàng-van-Doàn, O.P. † (12 mars 1950 - 1955), premier évêque originaire du pays
- 1955-1963: vacant
- Paul Joseph Pham Ðình Tung † (5 avril 1963 - 23 mars 1994 nommé archevêque d'Hanoï)
- Joseph Marie Nguyên Quang Tuyên † (23 mars 1994 - 23 septembre 2006 décédé)
- Côme Hoàng Van Dat, S.J., depuis le 4 août 2008
  - Joseph Do Quang Khang, évêque coadjuteur depuis le 30 octobre 2021

## Statistiques
| année | baptisés | population totale | pourcentage de baptisés | prêtres | catholiques par prêtre | religieuses | paroisses |
| ----- | -------- | ----------------- | ----------------------- | ------- | ---------------------- | ----------- | --------- |
| 1949  | 58 000   | 1 100 000         | 5,3 %                   | 75      | 773                    | 190         | 48        |
| 1963  | 35 423   | -                 | -                       | 7       | 5060                   | 24          | 48        |
| 1979  | 72 000   | -                 | -                       | 6       | 12000                  | 23          | 46        |
| 1999  | 112 213  | 6 828 900         | 1,6 %                   | 10      | 11221                  | 269         | 46        |
| 2000  | 114 458  | 6 965 478         | 1,6 %                   | 10      | 11445                  | 31          | 52        |
| 2001  | 115 824  | 7 648 368         | 1,5 %                   | 10      | 11582                  | 31          | 281       |
| 2003  | 117 143  | 7 724 851         | 1,5 %                   | 19      | 6165                   | 32          | 281       |
| 2004  | 123 090  | 6 909 296         | 1,8 %                   | 23      | 5351                   | 299         | 47        |
| 2006  | 131 815  | 7 181 409         | 1,8 %                   | 28      | 4707                   | 306         | 46        |
| 2012  | 125 000  | 8 061 000         | 1,6 %                   | 55      | 2272                   | 167         | 85        |